# 郑树
郑树（1931年—），女，安徽广德人，中华人民共和国肿瘤学专家、政治人物，浙江大学教授，曾任浙江省人大常委会副主任，第六、七届全国人大代表。